# Selaginella muscosa
Selaginella muscosa är en mosslummerväxtart som beskrevs av Antoine Frédéric Spring. Selaginella muscosa ingår i släktet mosslumrar, och familjen mosslummerväxter. Inga underarter finns listade i Catalogue of Life.